# 武家垣遗址
武家垣遗址，位于中国青海省民和县隆治乡白武家村，为青海省市县级文物保护单位，公布日期为1987年4月16日，类型为古遗址。
武家垣遗址的历史年代为马厂类型。